# Кошарево
Кошарѐво е село в Западна България в община Брезник, област Перник.

## География
Село Кошарево се намира в планински район.
Намира се на най-високото място на седловината отделяща планината Черна гора (Църна гора) от Любаш планина.

## Културни и природни забележителности
Селото е известно със свидетелите си. Носят се много легенди за кошаревските свидетели.
Селото още е популярно с Маскарадните игри, които се провеждат на 13 срещу 14 януари. През 2009 г. на XVIII Международен фестивал на маскарадните игри „Сурва“ в Перник фолклорната група от селото спечелва първо място в категорията „Голяма награда за сурвакарска група“. През годините сурвакарите от Кошарево печелят шест пъти награди от фестивала като за първи път това се случва още през 1963 г. По това време те успяват да впечатлят гости на фестивала от Франция, които ги канят като участници на карнавала в Нанси и така кошаревци стават първата българска фолклорна група пробила желязната завеса в онези години.
Известни са и с песента „Село, село Кошарево“.
„Къщата на маските“е недвижим паметник на културата. Построена е през 1870 г. и е уникален образец на битово-бароковата архитектура. Запазени са таваните с уникална дърворезба. През 2017 г. започва реновиране на къщата по проект трансгранично сътрудничество България-Сърбия „Туризъм и традиции-цветни, забавни, атрактивни“. Открита е на 27.09.2018 г.
Съдържа експозиция от маски-ликове от брезнишки регион. Отворена е за посетители от вторник до събота.
НЧ „Пробуда-1927 г.“ – съществува от 1927 г. През 1954 г. е създаден хор за народно пеене, наброяващ 120 души, който взема първо място на преглед на художествената самодейност в гр. София през същата 1954 г. Има редица участия на сурвакарската група във фестивали страната. Самодейците изпълнители на автентичен фолклор имат участия по събори и фестивали.
От конкурса в гр. Копривщица има спечелени златни медали на изпълнители-самодейци.
Черквата в селото „Свети Николай“ е обновена от местни дарители и благотворители.
През 2016 г. е реставрирана уникална стара икона на Света Богородица от дарителите Евлоги и Йорданка Митови.

## Редовни събития
Всяка година на Кръстовден 27 септември се провежда землячески събор.
Спасовден – курбан за здраве. Дава се всяка година в местността „Под кръст“ – древен оброк с каменен кръст и извор с лековита вода, захваната в чешма с лика на Богородица, направена от Евлоги Бонев – дарител.
Сурва -13 и 14 януари. На площада се събират около 150 души сурвакари, които огласят със звънците си цялото село. Пали се ритуален огън за прогонване на злото.

## Личности
- Васил Виденов (р. 1949), певец
- Георги Станков (р. 1943), боксьор
- Игнат Виденов (р. 1941), певец
- Коста Сарафов (1836 – 1911), общественик